# بوليتش
بوليك (Болеч) هي مدينة في مقاطعة وسط صربيا في صربيا.
وهو أحد ضواحي العاصمة بلغراد ويقع في بلدية غروتسكا
يبلغ عدد سكانها حوالي 6349 نسمة.